# Chapter Five: Heart of Darkness
"Chapter Five: Heart of Darkness" é o quinto episódio da primeira temporada da série da The CW, Riverdale. Foi escrito por Ross Maxwell e dirigido por Jesse Warn, estreou em 23 de fevereiro de 2017.

## Sinopse
Com o funeral de Jason, a família Blossom avança com os preparativos de última hora e uma agenda secreta. Enquanto isso, a tentativa de Archie de reorientar sua energia no futebol pára quando a oportunidade de trabalhar com um novo mentor musical se apresenta. Betty mergulha mais em sua investigação sobre a morte de Jason e descobre algumas revelações sombrias sobre sua família. Em outro lugar, depois de descobrir segredos sobre sua própria família, Veronica faz uma amizade improvável com Cheryl, que, com o funeral iminente de Jason, está passando por um momento mais difícil do que deixa transparecer. Finalmente, Hermione pede ajuda a Fred depois de receber uma mensagem da cobra do sul.

## Audiência
O episódio foi visto por 0,98 milhões de espectadores, recebendo 0,3 milhões entre os espectadores entre 18 e 49 anos.